# Contea di Yunyang
La contea di Yunyang (cinese semplificato: 云阳县; mandarino pinyin: Yúnyáng Xiàn) è un distretto di Chongqing. Ha una superficie di 3.634 km² e una popolazione di 1.342.905 abitanti al 2011.